# ホーヘフェーン
ホーヘフェーン（オランダ語: Hoogeveen [ˌɦoːɣəˈveːn] ( 音声ファイル)）は、オランダ北東部のドレンテ州に位置する基礎自治体（ヘメーンテ）、都市。

## 町村
エリム、フロイテンベルフ、ホーヘフェーン、ノールズヘスフットの町には未だ運河があり、使われている。他にはホーランズヘフェルト、ニュー・モスカウ、ニューヴェロールト、ニューヴランデ、ペッセ、ストイフザント、ティーンデフェーンといった村がある。

## ホーヘフェーン町
1625年12月20日、ルーロフ・ファン・エハテンは炭を採るため地元の複数の農家から広大な泥炭地を買収した。ある古地図には「池沼の多い、不毛で踏み込めない土地」 (Locus Deserta Atque ob Multos Paludes Invia) と記されている。
1819年11月10日に制定された紋章は白地で、中央には麦わらに覆われた泥炭の山が、その左右にはハチの巣が描かれている。これは初期の二大産業を表している。

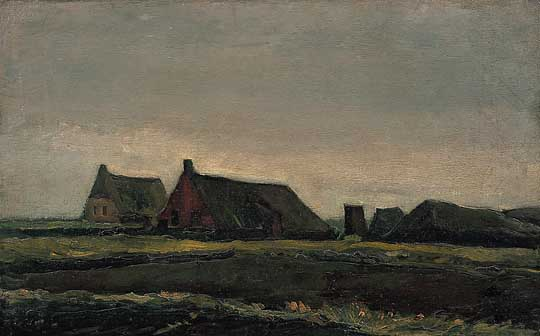
ゴッホの作品。ホーヘフェーンとペッセ間の道から描かれた

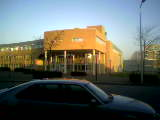
町役場の隣に建つ役所

1883年秋にはフィンセント・ファン・ゴッホがこの地を訪れた。
1960年代後半にオランダ一の発展を遂げると、市議会の主導で初期の主要な泥炭産出地であった運河が埋め立てられた。
車ではA28高速道（ユトレヒト - フローニンヘン）とN/A37号（ホーヘフェーン - ドイツ）で、鉄道では西部諸都市＝フローニンヘン鉄道でアクセスできる。
当時は世界最高齢とされたヘンドリック・ヴァン・アンデル・シッパーは2005年8月に亡くなるまでこの地に暮らした。
小さな空港があり、観光業も多少行われている。

## 姉妹都市
- マルチン（スロバキア）